# Boronella koniambiensis
Boronella koniambiensis là một loài thực vật có hoa trong họ Cửu lý hương. Loài này được (Däniker) Hortly mô tả khoa học đầu tiên năm 1995.